# Ernest-Auguste Ier
Vous lisez un « bon article » labellisé en 2017.
Pour les articles homonymes, voir Ernest-Auguste.
Ernest-Auguste Ier (en allemand : Ernst August I von Hannover et en anglais : Ernest Augustus, King of Hanover), duc de Cumberland et Teviotdale et roi de Hanovre, est né le 5 juin 1771 au palais de Buckingham, à Londres, et mort le 18 novembre 1851 à Hanovre. Membre de la famille royale britannique, Ernest-Auguste Ier règne sur le royaume de Hanovre du 20 juin 1837 à sa mort.
Cinquième fils du roi George III, Ernest est envoyé à Hanovre durant sa jeunesse pour son éducation et sa formation militaire. Alors qu'il sert dans l'armée hanovrienne contre la France révolutionnaire, il est grièvement blessé au visage dans la région de Tournai. En 1799, il reçoit de son père le titre de duc de Cumberland et Teviotdale. Malgré l'hostilité de sa mère, la reine Charlotte, envers ses projets matrimoniaux, Ernest épouse, en mai 1815, la princesse deux fois veuve Frédérique de Mecklembourg-Strelitz.
En tant que duc, Ernest est membre de la Chambre des lords, où il maintient une position extrêmement conservatrice, en particulier vis-à-vis des catholiques d'Irlande. Il est la cible de nombreuses rumeurs lancées ou alimentées par ses adversaires politiques, qui l'accusent du meurtre de son valet ou d'inceste avec sa sœur Sophie. Il est même accusé d'avoir l'intention d'assassiner sa nièce, la princesse Victoria, afin de monter sur le trône à sa place.
À la mort de son frère, le roi Guillaume IV, Ernest hérite du trône hanovrien, car la loi salique en vigueur dans ce royaume interdit aux femmes d'en hériter. Il devient ainsi le premier souverain de Hanovre à résider au royaume depuis George Ier, mettant un terme à une union personnelle entre la Grande-Bretagne et le Hanovre vieille de plus d'un siècle. Il connaît un règne paisible de quatorze ans, seulement troublé à ses débuts par l'affaire des Sept de Göttingen, des universitaires qui s'opposent à ses prétentions autocratiques. À sa mort, à l'âge de 80 ans, il laisse l'image d'un souverain populaire, ayant contribué au développement économique de son pays.

## Famille
Ernest-Auguste Ier de Hanovre est le huitième enfant et le cinquième fils de George III (1738-1820), roi du Royaume-Uni et de Hanovre, et de son épouse la princesse Charlotte de Mecklembourg-Strelitz (1744-1818), elle-même fille du duc Charles Ier de Mecklembourg-Strelitz (1708-1752) et de sa femme la princesse Élisabeth-Albertine de Saxe-Hildburghausen (1713-1761).
En 1815, Ernest épouse sa cousine germaine la princesse Frédérique de Mecklembourg-Strelitz (1778-1841), fille du duc (puis grand-duc) Charles II de Mecklembourg-Strelitz (1741-1816) et de son épouse la princesse Frédérique de Hesse-Darmstadt (1752-1782). De ce mariage naissent deux enfants :
- Frédérique de Hanovre (1817-1817) ;
- Georges V de Hanovre (1819-1878), roi de Hanovre, qui épouse la princesse Marie de Saxe-Altenbourg (1818-1907).

## Jeunesse

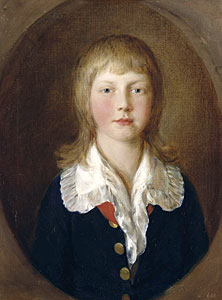
Portrait du jeune Ernest-Auguste par Thomas Gainsborough, en 1782.

Ernest-Auguste, cinquième fils de George III du Royaume-Uni et de Charlotte de Mecklembourg-Strelitz, naît à Buckingham House, aujourd'hui intégré au palais de Buckingham, le 5 juin 1771. Il passe son enfance dans une villa à Kew, près de la résidence royale de Kew Palace, avec ses deux benjamins, le futur duc de Cambridge Adolphe et le futur duc de Sussex Auguste. À l'âge de quinze ans, en 1786, Ernest est envoyé avec ses deux frères à l'université de Göttingen, dans l'électorat de Hanovre, domaine allemand de leur père. Selon l'historien John Van der Kiste, George III, qui n'a lui-même jamais quitté le Royaume-Uni durant son règne, cherche ainsi à limiter la mauvaise influence que pourrait exercer sur eux leur frère aîné, le prince de Galles George, avec son train de vie extravagant. Le prince Ernest se montre un excellent élève et, après avoir suivi des cours particuliers pendant un an, période au cours de laquelle il apprend notamment l'allemand, le jeune aristocrate assiste à des conférences à l'université. Le roi George III ordonne que ses fils suivent les règles de l'université et que leur maisonnée soit gérée à la militaire, mais les banquiers de Hanovre se montrent très disposés à accorder des crédits aux princes, qui s'endettent rapidement.

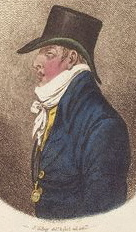
Portrait d'Ernest-Auguste par James Gillray, en 1799.

En 1790, Ernest demande à son père la permission de s'entraîner avec les troupes prussiennes. Au lieu de cela, en janvier 1791, Adolphe et lui sont envoyés à Hanovre pour recevoir un entraînement militaire avec les troupes hanovriennes, sous le commandement du feld-maréchal Wilhelm von Freytag. Avant de quitter Göttingen, Ernest adresse une lettre de remerciement à l'université et écrit à son père : « Je serais l'un des hommes les plus ingrats si jamais j'oubliais tout ce que je dois à Göttingen et ses professeurs ».
Ernest est entraîné au sein de la cavalerie et initié aux tactiques militaires par un officier des dragons légers de la reine, le capitaine Linsingen. Il se révèle un excellent cavalier et un très bon tireur. Après seulement deux mois d'entraînement, von Freytag est si impressionné par les progrès du prince qu'il lui donne une place dans la cavalerie avec le grade de capitaine. Ernest est également censé recevoir un entraînement aux tactiques d'infanterie, mais George III, tout aussi impressionné par les prouesses de son fils, l'autorise à rester dans la cavalerie.
En mars 1792, Ernest obtient le grade de colonel et est intégré au 9e régiment des dragons légers de Hanovre. Le prince combat durant la guerre de la Première Coalition sous les ordres de son frère Frederick, duc d'York, alors commandant en chef des forces britanniques, hanovriennes et autrichiennes. Il se distingue lors d'une action le 6 août 1793 à Villers-en-Cauchies, durant laquelle il aurait ramené lui-même le corps d'un officier français inconscient. C'est également au mois d'août 1793 qu'il reçoit une blessure de sabre à la tête lors d'une action près de Tournai, lui laissant ainsi une cicatrice au visage. Lors de la bataille de Tourcoing, le 18 mai 1794, il est blessé au bras gauche par un boulet de canon. Dans les jours qui suivent, la vue de son œil gauche, déjà faible, diminue encore. En juin, Ernest est renvoyé en Grande-Bretagne pour sa convalescence ; c'est son premier séjour dans son pays natal depuis son départ pour l'université en 1786.
Promu au grade de major-général, Ernest reprend ses fonctions dans l'armée au début du mois de novembre. Il pense que son nouveau rang va lui donner le commandement d'un corps d'armée ou d'une brigade, mais il n'en est rien, car les troupes alliées entament alors leur repli vers l'Allemagne par les Provinces-Unies. En février 1795, elles atteignent le Hanovre. Ernest y passe l'année suivante à divers postes de faible importance. Il demande à être rapatrié afin de suivre un traitement pour son œil, mais George III ne le lui permet que début 1796. De retour en Grande-Bretagne, Ernest consulte un médecin spécialiste des yeux, le docteur Wathen-Waller, mais ce dernier juge sa blessure impossible à opérer. Par la suite, Ernest demande de nombreuses fois à rejoindre les troupes britanniques sur le continent, allant jusqu'à menacer de rejoindre la Yeomanry comme simple soldat, mais le roi George et le duc d'York refusent. Comme les forces hanovriennes se trouvent alors à l'écart du conflit, Ernest ne veut pas les rejoindre, d'autant que von Freytag est alors gravement malade et que son successeur probable, le général Johann Ludwig von Wallmoden-Gimborn, n'est pas à son goût.

## Duc de Cumberland et Teviotdale

### Commandant militaire

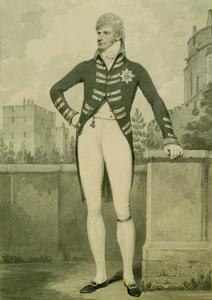
Portrait d'Ernest-Auguste en 1802 par. Il omet la cicatrice au visage du duc.

Le 23 avril 1799, George III accorde au prince Ernest-Auguste, alors âgé de vingt-sept ans, les titres de duc de Cumberland et Teviotdale et de comte d'Armagh. Bien qu'il ait été fait lieutenant-général des forces britanniques et hanovriennes, il reste en Angleterre et se lance dans la politique, son titre de duc lui conférant un siège à la Chambre des lords. Ernest a des opinions profondément conservatrices et devient rapidement l'un des meneurs de l'aile droite du parti Tory. Friand de remarques sarcastiques acerbes, il s'attire rapidement de nombreuses inimitiés politiques. Dans un premier temps, George III craint qu'Ernest n'affiche les mêmes tendances Whig que certains de ses frères aînés, mais il n'en est rien. Rassuré sur ce point, le roi laisse Ernest conduire les négociations qui amènent à la formation du gouvernement (en) Addington au début de l'année 1801. En février 1802, George III donne à son fils le grade de colonel au sein du 27e régiment des dragons légers, poste qui met Ernest en position d'entrer au 15e régiment des dragons légers, une unité réputée. C'est chose faite en mars 1802, lorsqu'un poste se libère au 15e régiment. Bien que cette fonction soit une sinécure, Ernest s'implique dans les affaires du régiment et le mène en manœuvres.
Début 1803, le duc d'York nomme Ernest commandant du district du Severn et responsable des forces réunies dans et autour de l'estuaire de la Severn. Lorsque la guerre avec la France reprend, deux ans après la paix d'Amiens, le duc d'York nomme Ernest commandant du plus important district du sud-ouest de la Grande-Bretagne, qui comprend le Hampshire, le Dorset et le Wiltshire. Ernest aurait préféré commander la King's German Legion, principalement composée d'expatriés allemands venus du Hanovre, un territoire alors occupé par les Français. Toutefois, le tout nouveau commandant accepte ce poste. Il renforce les défenses de la côte sud, particulièrement autour de la ville de Weymouth, où son père réside souvent en été.
L'Acte d'Union de 1800 permet à l'Irlande d'être représentée au Parlement, mais la loi empêche les catholiques irlandais d'y siéger à cause de leur religion. L'émancipation des catholiques est une question politique récurrente dans les premières années du XIXe siècle. Le duc de Cumberland y est très fermement opposé, car il considère que cette émancipation constituerait une violation du serment de défendre l'anglicanisme que prête chaque souverain britannique lors de son couronnement. Ernest se prononce donc contre l'émancipation à la Chambre des lords. Les protestants irlandais soutiennent le duc, qui est élu chancelier de l'université de Dublin en 1805, puis grand-maître de l'ordre d'Orange deux ans plus tard.
Le duc cherche à de multiples reprises un poste dans les forces alliées combattant la France, mais il n'est envoyé sur le continent qu'en qualité de simple observateur. En 1807, il préconise l'envoi de troupes britanniques sur le continent pour rejoindre les Prussiens et les Suédois et attaquer les Français à Stralsund, une ville actuellement localisée au nord-est de l'Allemagne. Le gouvernement de William Grenville refuse cette proposition, mais il tombe peu après et le nouveau Premier ministre, le duc de Portland, accepte d'envoyer Ernest avec un corps expéditionnaire de 20 000 hommes en Allemagne. Toutefois, ils partent trop tard : les troupes françaises défient Prussiens et Suédois à la bataille de Stralsund avant l'arrivée d'Ernest et de ses troupes.

### L'affaire Sellis et la controverse de Weymouth

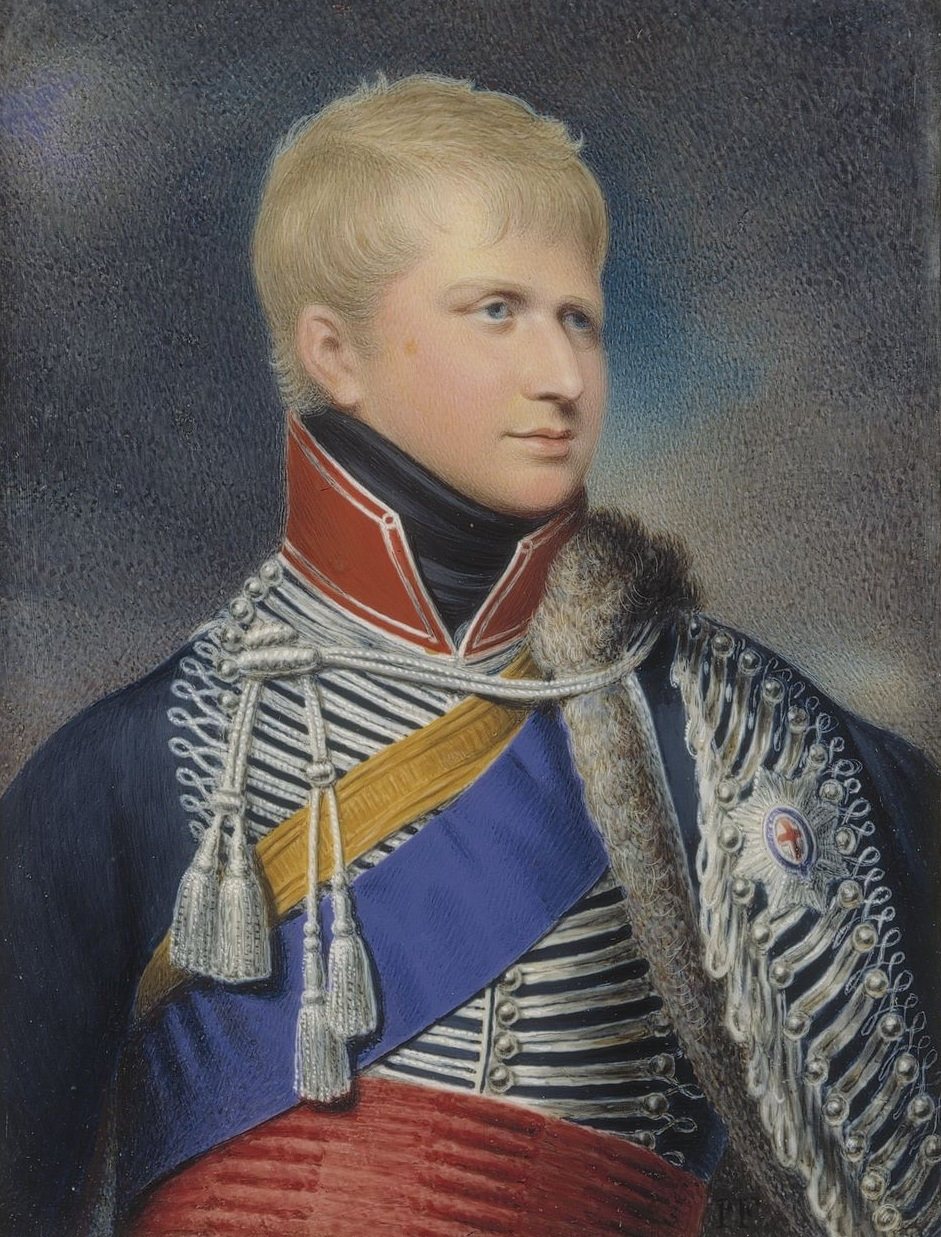
Ernest-Auguste sur une miniature de 1823, d'après un portrait réalisé par William Beechey en 1802.

Dans les premières heures du 31 mai 1810, Ernest est réveillé par un mal de tête persistant. Il veut quitter sa chambre, mais reçoit une blessure de sabre à la jambe en gagnant la porte. Il appelle à l'aide et l'un de ses valets, Cornelius Neale, vient l'aider. Neale donne l'alarme et la maisonnée s'aperçoit que l'autre valet d'Ernest, Joseph Sellis, est absent et que la porte de sa chambre est fermée à clé. La serrure est forcée et l'on découvre Sellis égorgé, apparemment de sa propre main. Ernest met plus d'un mois à se remettre des blessures reçues lors de cet incident. Lors du procès qui s'ensuit, l'anti-monarchiste et réformiste social Francis Place réussit à obtenir une place dans le jury, dont il prend la tête. Il se rend chez un ami avocat pour étudier les procédures judiciaires et interroge les témoins avec insistance. Place insiste pour que le procès soit ouvert au public et à la presse, et intimide tellement le coroner qu'il mène quasiment l'enquête lui-même. Malgré tout, les membres du jury concluent au suicide de Sellis.

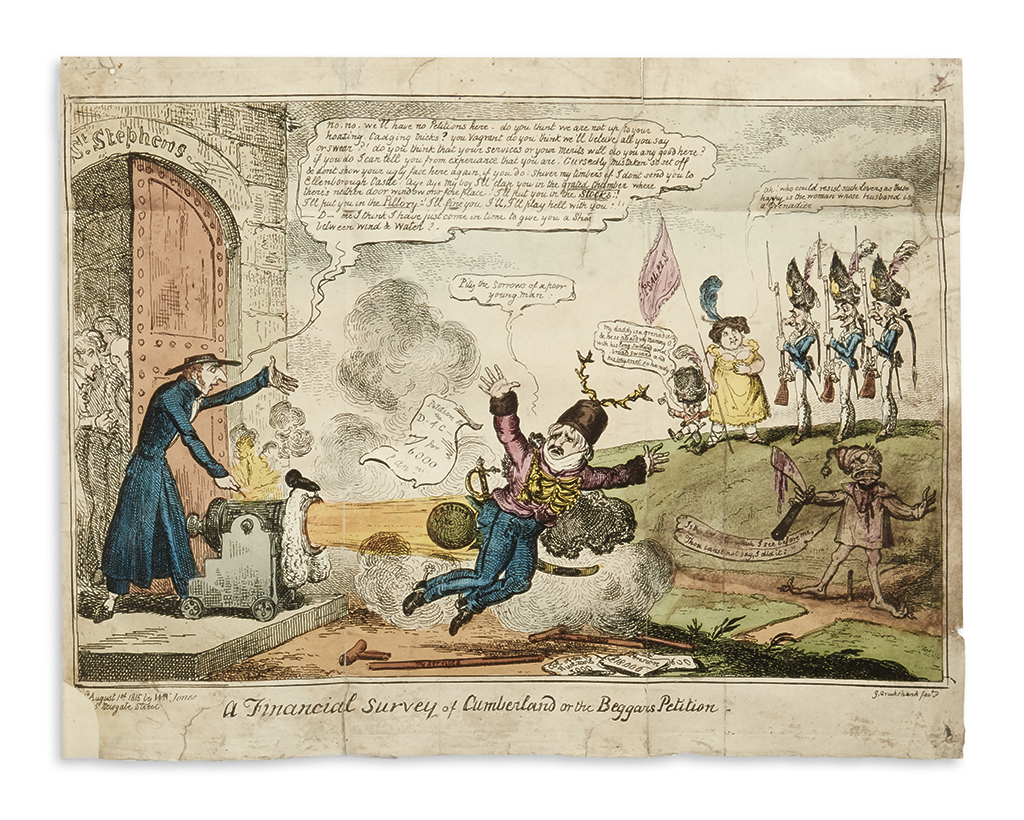
Une illustration de George Cruikshank se moquant d'Ernest lors de son échec dans sa demande d'augmentation de sa pension en 1815. La partie brune à droite recouvre une image du fantôme de Sellis (visible sur l'image agrandie).

L'opinion publique accuse Ernest de la mort de Sellis. Les journaux whigs les plus extrémistes, les pamphlets anti-royalistes et les caricaturistes donnent tous des explications néfastes à la mort de Sellis, accusant le duc de Cumberland d'en être responsable. D'après certaines rumeurs, la femme de Sellis le trompait et il aurait été tué pour l'avoir surprise au lit avec le duc. D'autres suggèrent que le duc était aimé de Sellis et de Neale et qu'une histoire de chantage a joué un rôle dans l'affaire. Au XXe siècle, les historiens Roger Fulford et John Van der Kiste, tous deux auteurs d'ouvrages sur les enfants de George III, attribuent une partie de l'animosité envers le duc et les craintes à son égard au fait qu'il ne dévoile pas sa vie privée au public, comme le font ses frères plus âgés, ce qui conduit le public à imaginer le pire,.
Dans les premiers mois de 1813, Ernest est impliqué dans un scandale politique durant une campagne électorale à Weymouth, un an après les élections législatives. On lui reproche d'être devenu l'un des trois administrateurs chargés de nommer les représentants de Weymouth au Parlement, alors qu'il est fort mal vu de la part d'un pair de s'immiscer dans une élection communale. À la suite d'une controverse considérable, le gouvernement envoie Ernest sur le continent comme observateur auprès des troupes hanovriennes, qui sont de nouveau engagées dans la guerre contre la France impériale. Bien qu'il n'ait assisté à aucun combat, Ernest est présent à la bataille de Leipzig, une victoire majeure des Alliés de la Sixième Coalition. Il est nommé field marshal le 27 novembre, le même jour que son frère Adolphe.

### Mariage

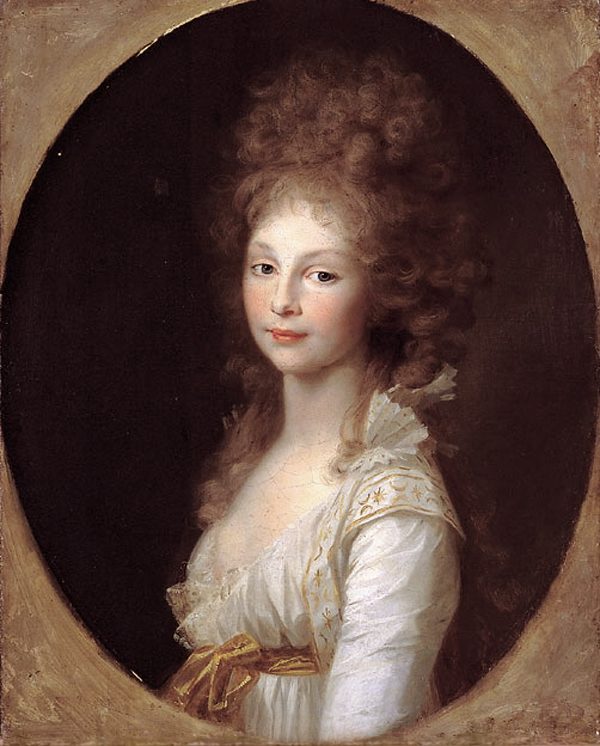
La princesse Frédérique de Mecklembourg-Strelitz, vers 1797-1798, dix-sept ans avant son mariage avec Ernest-Auguste.

À la mi-1813, Ernest rencontre sa cousine germaine, Frédérique de Mecklembourg-Strelitz, épouse du prince Frédéric-Guillaume de Solms-Braunfels et veuve du prince Louis de Prusse. Ils tombent amoureux et promettent de se marier dès que Frédérique le pourra. En effet, son union avec le prince Frédéric-Guillaume n'est pas une réussite et ce dernier consent au divorce avant de mourir soudainement en 1814. Ce décès, qui tombe à point nommé pour Ernest et Frédérique, donne lieu à des soupçons, la princesse étant accusée d'avoir empoisonné son mari pour pouvoir se remarier. La reine Charlotte de Mecklembourg-Strelitz, épouse de George III, s'oppose en outre à leur union, car la princesse a rompu avec le frère d'Ernest, le duc de Cambridge, peu après l'annonce de leurs fiançailles, dix-sept ans plus tôt.
Ernest épouse Frédérique à Neustrelitz le 29 mai 1815 selon le rite luthérien, puis selon le rite anglican trois mois plus tard à Carlton House. La reine Charlotte refuse non seulement de recevoir sa nouvelle belle-fille, mais aussi d'assister à la seconde célébration du mariage, à laquelle assistent par contre les quatre frères aînés d'Ernest. Embarrassé par la présence des Cumberland sur le sol britannique, le prince de Galles, alors prince régent, offre au duc de l'argent et le gouvernement du Hanovre en échange de son départ pour le continent. Ernest refuse et le couple passe les trois années suivantes entre Kew et le palais Saint James, tandis que la reine Charlotte refuse toujours obstinément de recevoir sa belle-fille. En dehors de ces troubles familiaux, l'union d'Ernest et de Frédérique est un mariage heureux.
En raison des importantes dépenses dues à son mariage, le gouvernement du comte de Liverpool demande au Parlement d'augmenter la pension du duc de 6 000 livres par an en 1815, une somme équivalente à 386 000 livres actuelles. L'engagement du duc à Weymouth l'aide à gagner des voix, mais ce n'est pas suffisant et le décret est rejeté par une voix d'écart. Une deuxième demande en 1817 échoue à nouveau, à sept voix d'écart cette fois-ci.
À l'époque du mariage du duc en 1815, son union avec Frédérique semble avoir peu d'importance dans la succession dynastique de la famille royale britannique. La princesse Charlotte de Galles, seule enfant du prince régent, est alors également le seul petit-enfant du roi George III. Après son mariage avec le prince Léopold de Saxe-Cobourg-Saalfeld en 1816, la jeune princesse compte bien avoir des enfants susceptibles d'assurer la succession au trône britannique. Le prince régent et le duc d'York sont tous deux mariés, mais séparés de leurs épouses, tandis que les deux autres fils de George III, le duc de Clarence et le duc de Kent, sont célibataires. Le 6 novembre 1817, la princesse Charlotte meurt en donnant naissance à un garçon mort-né. George III a alors encore douze enfants en vie, mais plus aucun petit-enfant légitime. La plupart des fils de George III, les royal dukes, cherchent donc des épouses convenables et se marient en hâte dans l'espoir de donner naissance à l'héritier du trône.
Le duc de Cumberland et son épouse partent vivre en Allemagne en 1818. Ils ont perdu espoir que la reine Charlotte accepte de recevoir Frédérique et leur situation financière en Grande-Bretagne devient délicate, alors que le coût de la vie est bien plus bas en Allemagne. Même après la mort de la reine Charlotte le 17 novembre 1818, le duc et la duchesse de Cumberland restent en Allemagne, vivant principalement à Berlin où Frédérique a des relations. C'est dans la capitale prussienne que la duchesse donne naissance à un fils, Georges, en 1819, deux ans après avoir accouché d'une fille mort-née. Lors de ses rares séjours en Angleterre, le duc réside chez son frère aîné le régent, qui monte sur les trônes du Royaume-Uni et du Hanovre en 1820 sous le nom de George IV. Ernest se trouve alors en quatrième position dans l'ordre de succession au trône, après le duc d'York, qui meurt en 1827 sans descendance légitime, le duc de Clarence et la princesse Victoria de Kent, fille du duc de Kent, mort six jours avant son père.

### Politique et impopularité

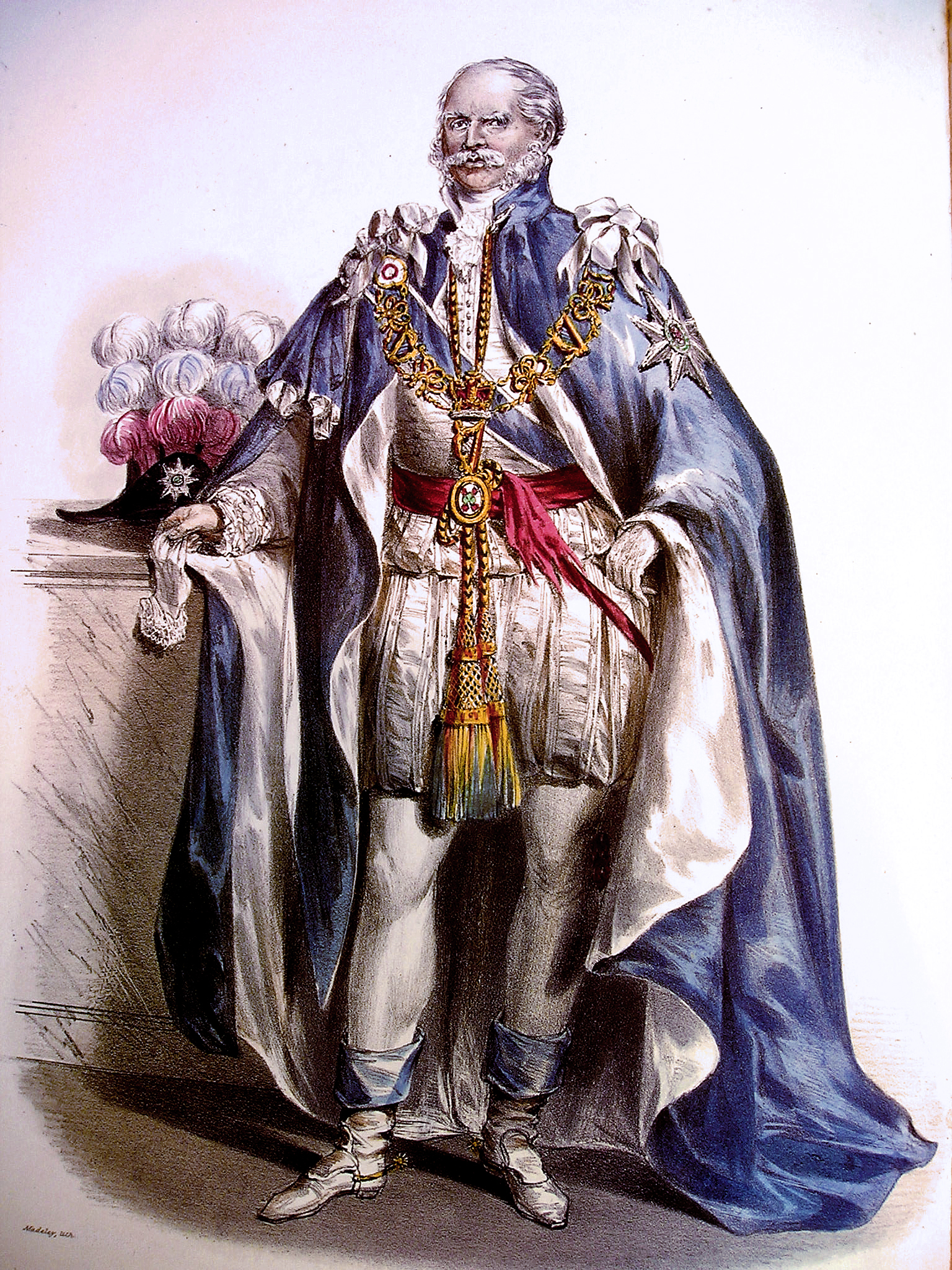
Ernest-Auguste, roi de Hanovre, portant le costume de chevalier commandeur de l'ordre de Saint-Patrick.

Le Parlement vote finalement l'augmentation de la pension d'Ernest en 1826. Le gouvernement de Liverpool estime que le duc a besoin d'une pension plus importante pour financer l'éducation du prince Georges, ce qui n'empêche pas de nombreux Whigs de s'y opposer. Le décret passé devant la Chambre des communes pose comme condition à cette augmentation que le prince Georges réside en Angleterre.
En 1828, Ernest réside avec le roi au château de Windsor lorsque des troubles éclatent parmi les catholiques d'Irlande. Ardent partisan de la cause protestante, le duc rentre à Berlin en août, convaincu que le gouvernement (en) du duc de Wellington va s'occuper des catholiques irlandais avec fermeté. Ses attentes sont cependant trompées : en janvier 1829, le gouvernement annonce l'introduction d'un décret d'émancipation des catholiques afin d'apaiser la situation. Ernest rentre aussitôt à Londres, ignorant Wellington qui lui demande de rester à l'étranger, et devient l'un des principaux opposants au Catholic Relief Act de 1829, incitant alors le roi à s'y opposer. Peu de temps avant le vote, le monarque britannique demande aux officiers et nobles de sa maison de voter contre le décret. Ayant eu vent de la chose, Wellington démissionne de son poste de Premier ministre, considérant qu'il ne peut continuer à diriger le gouvernement s'il n'est pas soutenu par le roi. George IV accepte sa démission et Ernest tente de former un gouvernement uni contre l'émancipation des catholiques. Ce gouvernement aurait été bien vu de la Chambre des lords, mais il n'aurait pas bénéficié de suffisamment de soutien à la Chambre des communes, si bien qu'Ernest renonce à ses projets. En fin de compte, le roi rappelle Wellington et le décret est voté à la Chambre des lords et appliqué.
Le gouvernement Wellington espère alors qu'Ernest va retourner en Allemagne, mais celui-ci s'installe avec son épouse et son fils en Grande-Bretagne en 1829. Le Times annonce qu'ils vont résider à Windsor, dans la « Tour du Diable », mais le duc préfère retrouver son ancienne résidence de Kew. Au même moment, des rumeurs l'accusent d'être le père de Thomas Garth, suspecté d'être le fils illégitime de sa sœur, la princesse Sophie-Mathilde. Certains prétendent qu'Ernest a fait chanter le roi George IV en le menaçant de révéler ce secret au public, mais John Van der Kiste remarque qu'il aurait été insensé de la part du duc de se livrer au chantage en utilisant un secret qui l'aurait détruit s'il était révélé. Pour l'homme politique whig Thomas Creevey, l'inceste ne fait aucun doute. Il est possible que cette rumeur ait été lancée par la princesse Lieven, épouse de l'ambassadeur de Russie.

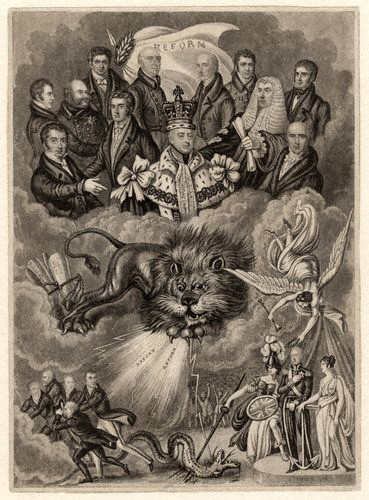
Caricature politique soutenant le Reform Act de 1832. Guillaume IV est assis derrière les nuages, entouré de politiciens whigs. En dessous, le lion de Grande-Bretagne oblige les tories (Ernest, deuxième en partant de la gauche) à fuir.

Le duc continue à être l'objet de diverses rumeurs et à faire les gros titres. En juillet 1829, plusieurs journaux rapportent que le duc a été chassé de la maison de Lord Lyndhurst pour avoir agressé son épouse Sarah. Début 1830, de nombreux articles font allusion à une possible relation entre Ernest et une certaine Lady Graves. En février 1830, Lord Graves écrit à sa femme pour lui assurer qu'il ne doute pas d'elle, puis il se suicide. Deux jours après sa mort, le Times publie un article faisant un lien entre la mort de Graves et celle de Sellis. Le journal se rétracte après avoir pris connaissance de la lettre de Graves, mais une partie de l'opinion publique continue à croire que le duc est responsable du suicide, voire qu'il vient de commettre son deuxième meurtre. Par la suite, Ernest affirme qu'on l'a « accusé de tous les crimes du décalogue ». Le biographe d'Ernest-Auguste, Anthony Bird, constate que malgré l'absence de preuves, Ernest est fréquemment victime de rumeurs et d'allégations ; Bird n'a aucun doute sur le fait que ces rumeurs sont lancées par les Whigs à des fins politiques. Un autre biographe, Geoffrey Willis, souligne que la réputation du duc ne souffre d'aucun scandale durant son séjour en Allemagne, et que ce n'est que lorsqu'il annonce son retour en Grande-Bretagne qu'une « campagne de malveillance sans précédent » se déchaîne contre lui. Selon Bird, Ernest est à l'époque l'homme le plus impopulaire du royaume.
L'influence du duc à la cour prend fin avec la mort de George IV en juin 1830. Le duc de Clarence monte sur le trône sous le nom de Guillaume IV et Wellington écrit alors : « La mort du roi aura pour conséquence […] de mettre définitivement un terme au pouvoir politique du duc de Cumberland dans ce pays ». Guillaume IV n'a plus aucun enfant légitime, ses deux filles étant mortes en bas âge. La loi salique qui a cours en Hanovre exclut de la succession la princesse Victoria, héritière présomptive du trône britannique, au profit d'Ernest. Guillaume IV comprend que le duc peut rester influent sur la scène politique tant qu'il possède des soutiens à Windsor. Le duc est membre de la Household Cavalry ; Guillaume met le poste d'Ernest sous l'autorité du commandant en chef plutôt que sous l'autorité du roi, de sorte qu'Ernest, insulté et outragé à l'idée d'avoir à obéir à un simple officier, démissionne. Le roi humilie de nouveau Ernest lorsque son épouse, la reine Adélaïde de Saxe-Meiningen, demande à loger ses chevaux dans les écuries habituellement utilisées par le consort, mais qui sont alors occupées par les chevaux d'Ernest. Ernest refuse d'abord l'ordre du roi de déplacer ses chevaux dans une autre écurie, mais obtempère lorsque Guillaume le menace de faire sortir les chevaux de force par ses palefreniers si Ernest ne s'exécute pas. Malgré cela, le roi et le duc de Cumberland finissent par se réconcilier et vivent en bons termes durant les sept années de règne de Guillaume. La résidence d'Ernest à Kew étant trop petite pour sa famille, le roi lui donne à vie une résidence plus vaste située à proximité de l'entrée des jardins de Kew. Ernest s'oppose au Reform Act 1832 et est l'un des pairs « diehard » qui votent contre le décret à sa lecture finale, alors que la plupart des Tories choisissent de s'abstenir, de peur que la Chambre des lords ne soit submergée de pairs whigs.
Ernest est de nouveau l'objet d'allégations en 1832, lorsque deux jeunes femmes l'accusent de les avoir poursuivies à cheval alors qu'elles se promenaient près de Hammersmith. Toutefois, le duc n'a pas quitté son logis le jour en question. Il indique au contraire que c'est l'un de ses écuyers qui est sorti à cheval ce jour-là, mais ce dernier déclare n'avoir jamais vu les deux femmes. Néanmoins, les journaux continuent de publier des articles sur l'incident, affirmant qu'Ernest est bien coupable des faits relatés et tente lâchement d'en rejeter la faute sur autrui. La même année, le duc doit poursuivre en justice pour diffamation l'auteur d'un livre l'accusant d'avoir fait tuer Sellis par son autre valet Neale. Ernest obtient gain de cause et le jury rend un verdict contre l'auteur.
En 1832, son fils, le jeune prince Georges, devient totalement aveugle. Déjà aveugle d'un œil depuis son enfance, le prince perd l'usage du second après un accident à l'âge de treize ans. Ernest espérait que son fils épouse la princesse Victoria et prolonge ainsi l'union des trônes britannique et hanovrien, mais le handicap du prince réduit à néant ses chances d'obtenir la main de Victoria et soulève même des polémiques quant à sa future accession au trône de Hanovre.
Sous le règne de Guillaume IV, le duc Ernest est un membre assidu de la Chambre des lords. Le journaliste James Grant (en) écrit de lui : « Il est littéralement le premier à entrer dans la Chambre (à l'exception du concierge, bien entendu) et le dernier à en sortir. Et ce n'est pas seulement le cas le plus souvent, mais chaque soir ». Dans ses observations des membres les plus influents de la Chambre des lords, Grant note que le duc ne se distingue pas par ses talents d'orateur — ce dernier ne prononçant jamais de discours de plus de cinq minutes —, d'autant qu'il est difficile de comprendre ce qu'il dit, mais qu'il a « une façon d'être remarquablement douce et conciliante ». Bien qu'il dénigre l'intelligence et l'influence du duc, Grant ne peut que constater son influence indirecte sur plusieurs membres de la Chambre et reconnaît qu'il n'est donc pas si mauvais stratège que le pensent ses adversaires.
Des controverses importantes surviennent en 1836 autour de l'ordre d'Orange. La rumeur court que les membres de l'ordre, qui ont des opinions anti-catholiques, sont prêts à se soulever pour placer le duc de Cumberland sur le trône à la mort de Guillaume IV. Devant la Chambre des communes, l'homme politique écossais Joseph Hume explique que la princesse Victoria doit être écartée de la succession en raison de son âge, de son sexe et de son incapacité à régner. La Chambre des communes vote une résolution demandant la dissolution de l'ordre d'Orange. Le duc proteste de sa bonne foi devant la Chambre des lords, déclarant notamment : « Je verserais jusqu'à ma dernière goutte de sang pour ma nièce [Victoria] ». Il annonce que les membres de l'ordre d'Orange sont loyaux envers la couronne et disposés à dissoudre leur organisation sur le sol britannique. Selon Anthony Bird, cet incident est à l'origine des rumeurs qui émergent par la suite selon lesquelles le duc a l'intention d'assassiner sa nièce Victoria afin de monter sur le trône du Royaume-Uni.

## Roi de Hanovre

### Politique intérieure

#### Les controverses constitutionnelles

Carte du royaume de Hanovre.

Le roi Guillaume IV meurt le 20 juin 1837. La princesse Victoria devient alors reine du Royaume-Uni, tandis qu'Ernest hérite du trône de Hanovre et prend le nom d'Ernest-Auguste Ier. Le nouveau roi entre dans son domaine le 28 juin, en passant sous un arc de triomphe. Pour la première fois depuis plus d'un siècle, le royaume de Hanovre retrouve un souverain résidant. Parmi la population, les nombreux libéraux auraient préféré voir le duc de Cambridge, jusqu'alors vice-roi et particulièrement populaire dans la région, ceindre la couronne, mais les deux frères cadets d'Ernest refusent d'outrepasser leurs droits à la succession. Selon Roger Fulford, « en 1837, le roi Ernest était le seul descendant mâle de George III qui était apte et disposé à maintenir le lien avec le Hanovre ».
Le Hanovre a reçu sa première constitution du prince-régent en 1819, mais celle-ci n'a guère fait qu'entériner la transformation du pays d'électorat en royaume, suivant la décision du congrès de Vienne en 1815. En tant que vice-roi de Guillaume IV, le duc de Cambridge a recommandé une réorganisation complète du gouvernement hanovrien. Guillaume IV a consenti à l'élaboration d'une nouvelle constitution (de) en 1833, sans que l'on ait jugé bon de demander son avis au duc de Cumberland, qui proteste avec véhémence contre son adoption. L'une des clauses de la constitution transfère le domaine hanovrien du roi à l'État, ce qui affaiblit le pouvoir du souverain.
Sitôt arrivé dans son royaume, Ernest-Auguste dissout le parlement élu selon la constitution de 1833. Il proclame la suspension de la constitution le 5 juillet, considérant qu'elle a été adoptée sans son consentement et qu'elle ne va pas dans le sens des intérêts du pays. Le 1er novembre, il la déclare caduque par lettre patente, bien que les lois initiées sous son régime restent en vigueur. La constitution de 1819 est rétablie, un choix approuvé par le prince héritier Georges.

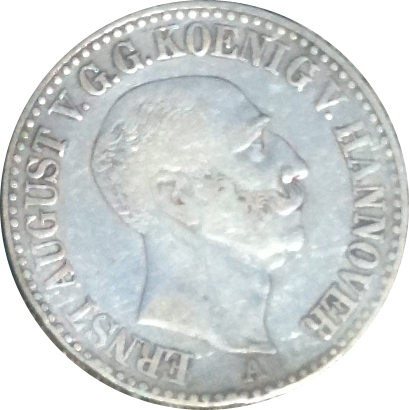
Thaler de 1846 frappé de l'effigie d'Ernest.

En appliquant le décret du roi, le cabinet des ministres demande à tous les fonctionnaires de renouveler leur serment d'allégeance au roi. Sept professeurs de l'université de Göttingen, dont les frères Grimm, refusent de prêter serment et incitent les Hanovriens à protester contre la décision du roi. Ces « Sept de Göttingen » se voient suspendus dans leurs fonctions et le roi expulse les trois principaux responsables du royaume, dont Jacob Grimm. L'un des « sept », l'orientaliste Heinrich Ewald, échappe à l'exil en sa qualité de citoyen hanovrien. Les trois exilés sont finalement invités à rentrer à la fin du règne d'Ernest-Auguste.
Le roi écrit à son beau-frère Frédéric-Guillaume III de Prusse : « Si chacun de ces sept gentilshommes m'avait adressé une lettre exprimant son opinion, je n'aurais eu aucune raison de prendre leur conduite comme une exception. Mais organiser des rassemblements et publier leurs opinions avant même que le gouvernement ait reçu leurs protestations, voilà celles de leurs actions que je ne saurais tolérer ». Ernest reçoit une députation de citoyens de Göttingen qui, craignant des agitations de la part des étudiants, applaudit le renvoi des sept professeurs. Sa décision est néanmoins l'objet de vives critiques à travers l'Europe, et tout particulièrement au Royaume-Uni. Elle incite le colonel et député Thomas Perronet Thompson (en) à proposer à la Chambre des communes d'écarter Ernest de la succession au trône de Victoria, afin de s'assurer qu'il ne ceigne jamais la couronne britannique.
La révocation de la constitution de 1833 entraîne des conséquences plus graves, notamment lorsque de nombreuses villes refusent de nommer des représentants au parlement. Malgré cela, un nombre suffisant de députés est nommé vers 1840 pour permettre au roi de convoquer le Parlement. Au cours de ses deux semaines de réunion au mois d'août, il approuve une version modifiée de la constitution de 1819, vote le budget et adresse des remerciements au roi. La même année, lors d'une session ultérieure, il vote un budget de trois ans avant d'être de nouveau suspendu.

#### Entre développement et crise de 1848

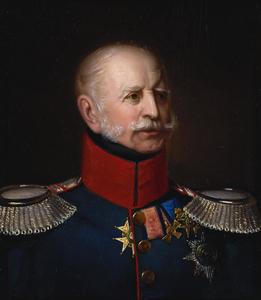
Portrait d'Ernest-Auguste vers 1850.

À l'avènement d'Ernest, la ville de Hanovre est une cité résidentielle densément peuplée, loin de posséder la salubrité et l'élégance d'autres capitales allemandes. Une fois les crises politiques de la première année de son règne terminées, le nouveau roi entreprend une politique d'aménagement et de développement économique, apportant son soutien à l'installation de l'éclairage au gaz dans les rues de sa capitale, l'introduction de systèmes sanitaires modernes et la construction d'un nouveau quartier résidentiel. Il modifie légèrement ses plans après la mort de la reine Frédérique, en 1841, en annulant la destruction prévue du palais Altes, où le couple royal vivait depuis son arrivée. Ernest s'intéresse également au développement du chemin de fer et Hanovre devient un nœud ferroviaire important, ce dont tout le pays profite. Malgré son désir de dynamiser et moderniser la ville, le roi refuse, en 1837, la proposition de l'architecte de la cour Georg Ludwig Friedrich Laves de construire un opéra à Hanovre, jugeant « l'idée de construire un théâtre au milieu de cette prairie complètement absurde ». En fin de compte, le roi donne son accord en 1844, et l'opéra de Hanovre est inauguré en 1852, un an après la mort d'Ernest.
Chaque semaine, Ernest se rend avec son secrétaire en différents lieux de son royaume et n'importe quel citoyen peut lui adresser une pétition à cette occasion, même s'il fait trier les pétitions par son secrétaire afin de ne pas avoir à s'occuper de plaintes futiles. Ernest ouvre les hautes positions de l'administration aux personnes de toutes classes, s'assurant les services de plusieurs ministres qui n'auraient pu être éligibles sans cette réforme. Bien qu'Ernest ait lutté contre l'émancipation des catholiques lorsqu'il n'était que duc de Cumberland, il tolère la présence de catholiques dans l'administration au Hanovre et visite même plusieurs de leurs églises ; il considère en effet que le Hanovre ne présente aucune raison historique de restreindre le catholicisme, contrairement au Royaume-Uni. De la même façon, il continue à s'opposer à l'admission de juifs au Parlement britannique mais leur donne des droits égaux à ceux des autres citoyens dans son royaume.
Le roi se montre favorable à la création d'une union postale et monétaire entre les divers États allemands, mais il s'oppose à l'union douanière introduite par la Prusse, le Zollverein, craignant qu'elle ne serve la domination prussienne et n'entraîne la fin de la souveraineté du Hanovre. À la place, le roi soutient le Steuerverein, fondé par le Hanovre et d'autres États d'Allemagne de l'Ouest en 1834. Cependant, lorsque les traités du Steuerverein sont renouvelés en 1841, le Brunswick quitte l'union et rejoint le Zollverein, affaiblissant la position du Hanovre. Le Brunswick possédant des enclaves au Hanovre, Ernest a la possibilité de reporter l'entrée de celles-ci dans le Zollverein, sachant que le Hanovre serait capable de résister plus longtemps que le Brunswick à la guerre économique que ce report engendrerait. En 1845, le Hanovre, le Brunswick et la Prusse parviennent toutefois à un accord au sujet des enclaves. En 1850, Ernest permet finalement à contrecœur au Hanovre de rejoindre le Zollverein, ce qui se fait dans de bonnes conditions malgré les réticences du roi. Les craintes d'Ernest à propos de la Prusse sont justifiées puisque, en 1866, quinze ans après sa mort, le Hanovre est vaincu et annexé par la Prusse après avoir choisi le camp autrichien lors de la guerre austro-prussienne.
Le Hanovre est peu touché par les révolutions de 1848, en dehors de quelques troubles mineurs réprimés par la cavalerie sans verser le sang. Lorsque des agitateurs arrivent de Berlin fin mai 1848 et déclenchent des manifestations devant le palais royal, Ernest envoie le Premier ministre pour les mettre en garde. Ce dernier les prévient que s'ils font des demandes inappropriées au roi, celui-ci pourrait rentrer au Royaume-Uni avec le prince héritier, laissant le pays à la merci de l’expansionnisme prussien. La peur d'un tel développement met un terme aux troubles. Par la suite, le roi accorde une nouvelle constitution au pays, un peu plus libérale que celle de 1819.

### Relations avec le Royaume-Uni

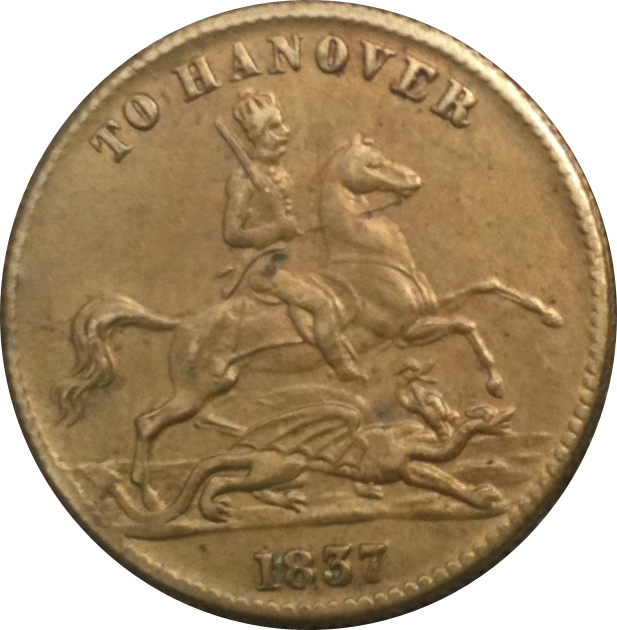
Jeton britannique « To Hanover », ou « Cumberland Jack », marquant le départ d'Ernest de Grande-Bretagne. Ces pièces sont utilisées pendant une grande partie du XIXe siècle comme compteurs de Whist et sont parfois prises pour de réelles pièces d'or par des imprudents.

Lorsque Victoria monte sur le trône, la rumeur veut qu'Ernest-Auguste ait demandé conseil au duc de Wellington à propos du comportement à adopter. Le duc lui aurait répondu : « Partez avant que l'on ne vous jette dehors ». Bird ne considère pas cette anecdote comme plausible, au vu du respect dont Wellington fait ordinairement preuve à l'égard de la royauté. Du reste, Ernest n'a guère de choix en la matière : il se doit de rejoindre le royaume de Hanovre le plus rapidement possible. En tant que duc de Cumberland, le nouveau roi doit décider s'il va rendre hommage à la reine Victoria à la Chambre des lords. Il apprend par Lord Lyndhurst que Lord Cottenham, le lord-chancelier, a déclaré qu'il refuserait de prendre en compte l'hommage d'Ernest à la reine si ce dernier le lui adressait en tant que souverain étranger. Le roi fait une apparition hâtive à la Chambre des lords avant son départ pour le Hanovre, afin de prêter serment devant le chef des greffiers selon la procédure habituelle. Ernest reste l'héritier présomptif de sa nièce jusqu'à la naissance de la fille aînée de la reine Victoria, elle-même nommée Victoria, en novembre 1840. Le Lord du sceau privé, Lord Clarendon, écrit alors : « Ce dont le pays se soucie le plus est d'avoir une vie en plus, mâle ou femelle, entre la succession et le roi de Hanovre ».
À peine arrivé dans son nouveau royaume, Ernest entre en conflit avec sa nièce. Victoria, qui entretient des relations tendues avec sa mère, la duchesse de Kent, souhaite loger cette dernière suffisamment près d'elle pour sauver les apparences, sans pour autant l'installer trop près d'elle. À cette fin, elle demande à Ernest de renoncer à ses appartements du palais Saint James au profit de la duchesse. Le roi de Hanovre refuse, car il souhaite conserver des appartements à Londres en prévision de ses visites en Grande-Bretagne, et il ne se montre guère désireux de céder l'une de ses possessions à une femme qui a soutenu son frère le roi Guillaume IV. Victoria est donc contrainte d'acheter une maison à sa mère, une dépense d'autant plus malvenue pour la jeune reine qu'elle essaie justement de s'acquitter des nombreuses dettes laissées par son père. Son ressentiment envers le roi de Hanovre s'accroît encore lorsqu'il refuse de donner la préséance à son futur époux, Albert de Saxe-Cobourg-Gotha, allant jusqu'à conseiller à ses deux frères encore en vie de faire de même. Il fait valoir que la position des différentes familles royales a été réglée lors du congrès de Vienne et que le roi de Hanovre ne doit pas avoir à céder envers celui qu'il qualifie d'« altesse royale de papier ». L'acte qui fait d'Albert un sujet britannique laisse donc la question de sa préséance en suspens.
La situation atteint un point critique lorsque Ernest se rend au Royaume-Uni en 1843 pour son unique visite après son avènement. Il reçoit un accueil chaleureux partout, sauf au palais royal. Au mariage de la princesse Augusta de Cambridge, il tente avec insistance d'obtenir une place plus élevée que celle du prince Albert. Ce dernier s'arrange pour éjecter Ernest hors de la chapelle par une « forte poussée ». Au moment de la signature de l'acte de mariage, Albert s'ingénie à apposer sa signature au plus près de celle de son épouse, la reine, afin qu'il ne reste plus de place pour celle du roi de Hanovre. Ernest ne semble pas lui en avoir tenu rigueur, puisqu'il invite ensuite le prince à se promener dans le parc du palais. Quand Albert s'y oppose au motif qu'ils pourraient être bousculés par la foule, Ernest répond : « À l'époque où je vivais ici, j'étais tout aussi impopulaire que vous l'êtes et ils ne m'ont jamais dérangé ». Peu de temps après le mariage, le roi de Hanovre se blesse lors d'une chute, entraînant ce commentaire d'Albert dans une lettre à son frère : « Heureusement qu'il est tombé sur quelques pierres dans Kew et s'est endommagé les côtes ». Cette blessure épargne à Ernest d'autres contacts avec Victoria et Albert. Durant sa visite, le roi de Hanovre trouve le temps de siéger à la Chambre des lords, à la place que lui confère le titre de duc de Cumberland. Victoria note pourtant dans son journal que, lorsqu'on lui a demandé s'il s'adresserait aux Lords, Ernest a répondu : « Non, je ne le ferai pas, à moins que le diable m'y incite ! » La reine note également que si Ernest a grandement apprécié d'écouter les débats, il n'y a pas participé.
Les deux monarques entrent une dernière fois en conflit au sujet des bijoux légués par la reine Charlotte. Victoria, qui les a en sa possession, estime que ces derniers doivent revenir à la couronne britannique, alors qu'Ernest considère qu'ils doivent aller à l'héritier mâle de Charlotte, en l'occurrence lui-même. Les arbitres chargés de trancher la dispute se préparent à rendre un verdict en faveur du roi de Hanovre lorsqu'un d'eux meurt subitement, si bien que leur décision n'est pas rendue. Victoria refuse constamment un nouvel arbitrage du vivant d'Ernest et elle porte les bijoux aussi souvent qu'elle le peut. Dans une lettre à son ami Lord Strangford, le roi de Hanovre commente : « La petite reine avait l'air très bien, m'a-t-on dit, parée de tous mes diamants ». Après la mort d'Ernest, son fils et héritier Georges V relance la question et les bijoux sont remis à l'ambassadeur du Hanovre en 1858, après un nouvel arbitrage défavorable à Victoria.
Ernest s'efforce de faire bon accueil aux visiteurs britanniques dans son royaume. Lorsqu'une Anglaise vient lui dire qu'elle s'est perdue en ville, le roi nie que cela soit possible, puisque « le pays tout entier n'est pas plus grand qu'une pièce de quatre pence (en) ».

## Fin de règne, décès et mémorial

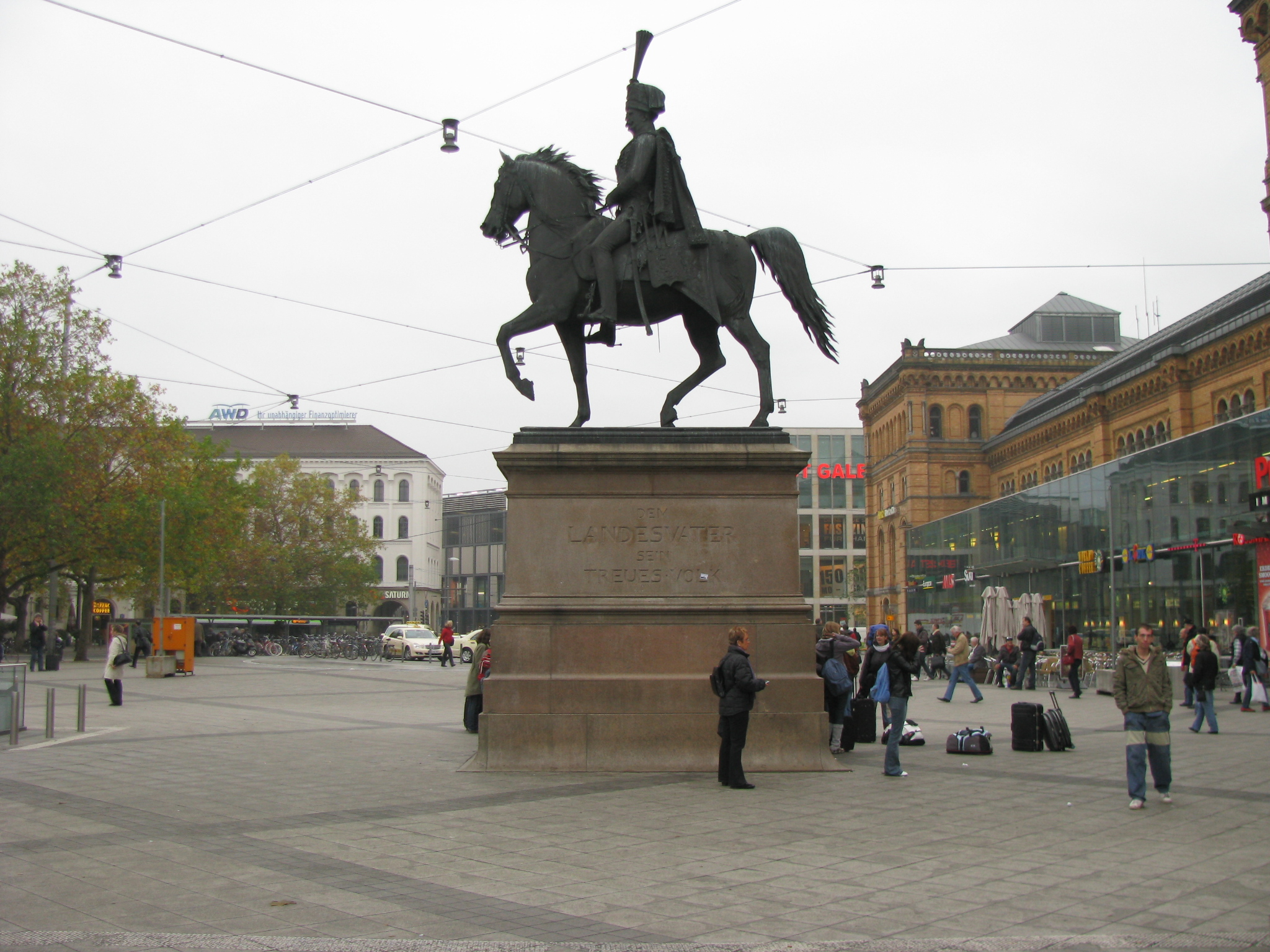
Statue d'Ernest-Auguste Ier devant la gare centrale de Hanovre.

En 1851, le roi entreprend un certain nombre de voyages à travers l'Allemagne. Il accepte l'invitation de la reine de Prusse à visiter le château de Charlottenbourg, près de Berlin. Il se rend au Mecklembourg pour le baptême du fils du grand-duc et à Lunebourg pour inspecter son ancien régiment. En juin, Ernest célèbre son 80e anniversaire en accueillant le roi de Prusse Frédéric-Guillaume IV. À la fin de l'été, il visite Göttingen, où il ouvre un nouvel hôpital et se voit remercié par une procession aux flambeaux.

Le roi de Hanovre continue à s'intéresser aux affaires britanniques et écrit à Lord Strangford à propos de l'exposition universelle de 1851 : 

« La folie et l'absurdité de la reine d'autoriser ces sornettes doivent frapper tout esprit sensé et bien-pensant, et je suis étonné que les ministres eux-mêmes n'aient pas insisté auprès d'elle pour se rendre à Osborne durant l'exposition, car aucun être humain ne peut prédire ce qui pourrait se produire à l'occasion. L'idée... doit choquer tous les Anglais honnêtes et bien intentionnés. Mais il semble que tout conspire à nous abaisser aux yeux de l'Europe. »

Dernier fils survivant de George III, Ernest-Auguste Ier meurt le 18 novembre 1851, un mois après être tombé malade, à l'âge de 80 ans. Il est très regretté au Hanovre, beaucoup moins en Grande-Bretagne où le Times omet la bordure noire de coutume de sa page d'accueil et déclare : « On ne peut dire que peu ou pas de bien du royal défunt ». Dans son édition du 12 décembre 1851, le journal souligne néanmoins que la popularité d'Ernest lui a permis d'être un des seuls monarques européens dont le trône et le royaume n'ont pas été menacés par les révolutions de 1848.
Ernest-Auguste est inhumé le 26 novembre auprès de son épouse Frédérique dans un mausolée des Jardins royaux de Herrenhausen. Après sa mort, une grande statue équestre du roi est érigée sur une place à son nom en face de la gare centrale de Hanovre, sur le socle de laquelle sont inscrits son nom et les mots (en allemand) « Au père de la nation de la part de son peuple fidèle ». Cette place est un lieu populaire de rencontre ; selon l'expression locale, les gens se donnent rendez-vous unterm Schwanz ou « sous la queue » (celle du cheval que le roi monte).
Le duc, amateur de whist, aurait par ailleurs donné son nom à une légende de bridge, dite « la main du duc de Cumberland », en tant que héros malheureux d'un pari apparemment sans risque.

## Dans la culture populaire
Dans les deux premières saisons de la série télévisée Victoria, le rôle d'Ernest-Auguste est interprété par l'acteur britannique Peter Firth.